# 名古屋市立鳥羽見小学校
名古屋市立鳥羽見小学校（なごやしりつ とりばみしょうがっこう）は、名古屋市守山区鳥羽見にある公立小学校。

## 沿革
- 1949年（昭和24年） - 守山町立守山小学校より分離独立し、守山町立鳥羽見小学校として設立[1]。
- 1954年（昭和29年） - 市制施行に伴い、守山市立鳥羽見小学校となる[1]。
- 1962年（昭和37年） - 合併に伴い、名古屋市立鳥羽見小学校となる[1]。
- 1964年（昭和39年） - 障害児学級が新設される[1]。
- 1969年（昭和44年） - ロサンゼルス市アレキサンドリア・アベニュー小学校と姉妹提携を行う[1]。

## 通学区域
- すべて守山区内
  - 市場[2]
  - 金屋一丁目[2]
  - 金屋二丁目（一部）[2]
  - 鳥羽見一丁目[2]
  - 鳥羽見二丁目[2]
  - 鳥羽見三丁目[2]
  - 町北[2]
  - 守牧町[2]

## 進学先中学校
- 名古屋市立守山西中学校[3]